# Yavin
A Yavin a Csillagok háborúja fiktív univerzumának egyik bolygója. 
Nála ismertebb a körülötte keringő Yavin 4 holdja. Mivel ez utóbbi az ismertebb, a bolygót néha Yavin Prime-ként emlegetik, és a Yavin név alatt a Yavin 4 holdat értik. (hasonlóan, mint az Endor esetén)

## Leírása
Hatalmas, vöröses színű gázbolygó. Sűrű felhőkből álló atmoszférájában állandóan fúj az erős szél. 
26 holdja közül a Yavin 4, a Yavin 8 és a Yavin 13 lakható.

## Élővilága
Nem számottevő. Egyes vélemények szerint légkörében apró, lebegő lények élnek.

## Történelme
|  | Alább a cselekmény részletei következnek! |

A Yavin rendszert a rakaták hódították meg a Végtelen Birodalom idején, de később elhagyták. A Nagy Sith Háború után egy Yavin állomás keringett a bolygó körül, amit a corusca drágakő „halászására” használtak, de Y. e. 3956 -ban felrobbant és a Yavin 22-re hullott.
Nem sokkal a Yavini csata után Orman Tagge báró létrehozta az Achtnak Turbinaállomást, elrejtve a gázóriás légkörében, ahonnan TIE-támadásokat indított a Massassi Állomás ellen. Az Achtnak állomást Luke Skywalker semmisítette meg. Lando Calrissian később egy ugyancsak corusca drágakő „halászat” céljára hozott létre állomást GemDiver néven. Ezt az Árnyékakadémia erői támadták meg. A Yuuzhan Vong háború alatt a Yuuzhan Vongok elfoglalták a Yavint, a Yavin rendszer többi tagjával együtt Y. u. 26 -ban, a Jedi Praxeum elfoglalása után.
|  | Itt a vége a cselekmény részletezésének! |

## Megjelenése a filmekben
- Az Egy új remény című filmben jelenik meg.
- Star Wars: Clone Wars – animációs tv-sorozat 17. és 19. fejezetében

## Megjelenése videojátékokban
- Star Wars: Knights of the Old Republic
- Star Wars: X-wing
- Star Wars Battlefront: Elite Squadron (Nintendo DS és PSP, 2009)
- Star Wars Battlefront
- Star Wars Battlefront 2
- Star Wars Battle of Yavin
- Star Wars Galaxies (MMORPG, 2003)

A Star Wars: Rebellion PC-s játék a Yavin Prime helyét tévesen  a Sumitra szektorban adja meg.

## Megjelenése képregényekben
- Tales of the Jedi: The Fall of the Sith Empire
- Tales of the Jedi: Dark Lords of the Sith
- Tales of the Jedi: The Sith War
- Tales of the Jedi: Redemption
- Star Wars: Knights of the Old Republic (PC vagy Xbox Live verzióban)
- Star Wars: Empire: Darklighter, más néven: The Saga of Biggs Darklighter
- X-wing Rogue Squadron ½
- Star Wars: Empire 13: What Sin Loyalty?
- Star Wars 5: Lo, The Moons of Yavin
- Star Wars 6: Is This the Final Chapter?
- Star Wars 9: Showdown on a Wasteland World
- Star Wars 10: Behemoth from the World Below
- Star Wars 25: Siege at Yavin
- Star Wars 26: Doom Mission
- Star Wars 27: Return of the Hunter
- Star Wars 29: Dark Encounter
- Death Star Pirates
- Jedi Academy: Leviathan (Dark Horse Comics, 1998 – 1999)

## Megjelenése könyvekben
- Alan Dean Foster (George Lucas neve alatt jelent meg): Star Wars Episode IV: A New Hope, más néven: Star Wars: From the Adventures of Luke Skywalker – első megjelenés (Del Rey, 1976) (ugyanez megjelent a The Star Wars Trilogy novelization kiadásban is)
- Kevin J. Anderson: Dark Apprentice (vol. 2, Bantam Spectra, 1994)
- Kevin J. Anderson: Champions of the Force (vol. 3, Bantam Spectra, 1994)
- Kevin J. Anderson Darksaber (Bantam Spectra, 1995)
- Young Jedi Knights könyvsorozat (szerzők: Kevin J. Anderson és Rebecca Moesta, 14 részből áll, amik 1995 – 1998 között jelentek meg)
- Nancy Richardson: Junior Jedi Knights: Lyric's World (Boulevard, 1996)
- Rebecca Moesta: Junior Jedi Knights: Anakin's Quest (Boulevard, 1997)
- Ryder Windham : Star Wars Missions 4: Destroy the Liquidator (1997, ISBN 0590127969)
- Michael A. Stackpole: I, Jedi (Bantam Spectra, 1998)
- Greg Keyes: Edge of Victory I: Conquest (Del Rey, 2001)
- Michael Reaves, Steve Perry: Death Star (Del Rey, 2007)
- Alex Wheeler:  Rebel Force: Renegade (2009)

## Fordítás
- Ez a szócikk részben vagy egészben  a   Yavin című angol Wikipédia-szócikk fordításán alapul.  Az eredeti cikk szerkesztőit annak laptörténete sorolja fel. Ez a jelzés csupán a megfogalmazás eredetét és a szerzői jogokat jelzi, nem szolgál a cikkben szereplő információk forrásmegjelöléseként.